# Naoko Takahashi
Naoko Takahashi - (6 de mayo de 1972 en Gifu, Japón). Corredora japonesa de larga distancia. Fue la primera mujer en bajar la barrera de las 2 horas y 20 minutos en la maratón, y ganó la medalla de oro en esta prueba en los Juegos Olímpicos de Sídney 2000

## Inicios
Corrió su primera maratón en 1997 en Osaka, y acabó 7ª clasificada. 
En 1998 consiguió sus primeros éxitos, ganando la Maratón de y la maratón de los Juegos Asiáticos de Bangkok. En esta última hizo una marca de 2h21:47 que suponía la 5ª mejor marca de la historia y la segunda del mundo ese año tras la etíope Tegla Loroupe, que batió el récord del mundo en Róterdam.
En 1999 una lesión la mantuvo apartada de la competición.
En el año 2000 regresó en plena forma. El 12 de marzo ganó por segunda vez la Maratón de Nagoya. Luego se preparó para la gran cita de los Juegos Olímpicos de Sídney. Estuvo entrenando en Estados Unidos durante tres meses, en altura y haciendo muchas cuestas, ya que el recorrido olímpico tenía bastantes desniveles.

## Sídney 2000
La maratón olímpica femenina se celebró el 24 de septiembre, en un recorrido que iba desde el Homebush al norte de Sídney hasta el Estadio Olímpico. En principio las favoritas eran la keniana poseedora del récord mundial Tegla Loroupe, la etíope campeona olímpica en 1996 Fatuma Roba y la propia Takahashi, que había hecho una gran marca hacía pocos meses en Bangkok.
Se dio la salida a las 9:00 de la mañana, y al poco de comenzar se escapó la belga Marleen Renders. Detrás iba un pelotón de unas 30 correrdoras que poco a poco fue perdiendo unidades. En el km 12 atraparon a Renders. En el km 20 Takahashi tomó el mando de la prueba, encabezando un grupo donde ya solo quedaban trece corredoras. Pasaron la media maratón en 1h11:47
El ritmo impuesto por Takahashi se hacía cada vez más duro, y el grupo se fue desintegrando. Finalmente solo la rumana Lidia Simon pudo aguantar el ritmo de la japonesa, y ambas pasaron en solitario por el km 30, con una cómoda ventaja sobre sus perseguidoras.
Sobre el km 35 Takahashi dio el golpe definitivo, y dejó descolgada a la rumana, a quien se veía ya muy agotada. La japonesa hizo los últimos kilómetros en solitario y llegó al Estadio con una cómoda ventaja. Sin embargo al entrar en el Estadio se llevó un gran susto cuando fue obstruida por un espectador que se lanzó a felicitarla, sin darse cuenta de que aun le quedaban unos metros por recorrer.
Superado el incidente, llegó a la meta en un tiempo de 2h23:14, mejorando el récord olímpico que poseía la estadounidense Joan Benoit desde Los Ángeles 1984. La medalla de plata fue para la rumana Lidia Simon (2h23:22) y el bronce para la keniana Joyce Chepchumba (2h24:45)
Takahashi se convertía así en la primera mujer japonesa en ganar una medalla de oro en atletismo.

## Después de los Juegos
El 30 de septiembre de 2001 en la maratón de Berlín, Takahashi se convirtió en la primera mujer de la historia en bajar de las 2h20, ganando la prueba con 2h19:46 Sin embargo ese récord fue batido solo una semana más tarde por la keniana Catherine Ndereba en la maratón de Chicago (2h18:47)
En 2002 volvió a ganar por segunda vez la maratón de Berlín, aunque con peor marca (2h21:49)
No fue seleccionada por su país para competir en los Juegos Olímpicos de Atenas 2004, donde ganaría el oro su compatriota Mizuki Noguchi.
Reapareció en la maratón de Tokio el 20 de noviembre de 2005, consiguiendo la victoria.

## Resultados
- Maratón de Osaka 1997 - 7.ª (2h31:32)
- Maratón de Nagoya 1998 - 1.ª (2h25:48)
- Juegos Asiáticos de Bangkok 1998 - 1.ª (2h21:47)
- Maratón de Nagoya 2000 - 1.ª (2h22:19)
- Juegos Olímpicos de Sídney 2000 - 1.ª (2h23:14)
- Maratón de Berlín 2001 - 1.ª (2h19:46 RM)
- Maratón de Berlín 2002 - 1.ª (2h21:49)
- Maratón de Tokio 2003 - 2.ª (2h27:21)
- Maratón de Tokio 2005 - 1.ª (2h24:39)

## Mejores marcas
- 10.000 metros - 31:48,23 (Osaka, 09-Jun-1996)
- Maratón - 2h19,46 (Berlín, 30-Sep-2001)